# Absirto
Absirto, na mitologia grega, era o irmão de Medeia, morto por ela ou por Jasão, na ocasião de sua fuga com os Argonautas.
Existem várias versões sobre a sua morte.
Segundo Pseudo-Apolodoro, Absirto era uma criança e fugiu junto com Medeia. Quando Eetes, pai de Medeia e Absirto, estava perseguindo o navio dos argonautas, Medeia o matou e o despedaçou, jogando seus membros para retardar a perseguição por parte de Eetes. Por este crime, os argonautas tiveram que ir até a Ausonia, para serem purificados por Circe.